# Hans Terofal
Hans Terofal, nom de scène de Hans Seitz, (né le 10 avril 1923 à Munich, mort le 15 mai 1976 dans la même ville) est un acteur et directeur de production allemand.

## Biographie
Hans Terofal est le fils du réalisateur Franz Seitz senior et de l'actrice Anni Terofal (de), fille de Xaver Terofal (de), fondateur du Schlierseer Bauerntheater (de). Son frère est le producteur de films Franz Seitz Jr. Son pseudonyme vient de sa mère, l'actrice Anni Terofal. Hans Terofal est père de deux enfants et passionné de trot attelé.
Terofal apparaît devant la caméra pour la première fois en 1942, alors il était soldat pendant la Seconde Guerre mondiale et revenait avec une grave maladie cardiaque. Il travaille principalement pour son frère en tant que directeur de production et acteur.
Terofal joue principalement l'idiot du village dans de nombreux films entre 1967 et 1975. Il est surtout le bedeau maladroit Bloch dans la série de films Die Lümmel von der ersten Bank (de).
Terofal tombe dans le coma en mars 1976 à cause de son alcoolisme et meurt sans reprendre conscience le 15 mai 1976 à l'âge de 53 ans à la clinique de Großhadern à Munich. Sa sépulture est la tombe de la famille Seitz au cimetière de l'église Saint-Sixte à Schliersee.

## Filmographie
- 1942 : Die Erbin vom Rosenhof
- 1948 : Frau Holle
- 1951 : La Prairie à la frontière (de)
- 1951 : Le Dernier Coup (de)
- 1951 : Le Couvent de Saint-Martin (de)
- 1952 : La Belle Fille de Tölz (de)
- 1952 : Der weißblaue Löwe (de)
- 1953 : Nuit sans morale (de)
- 1956 : IA in Oberbayern (de)
- 1957 : Printemps au Zillertal
- 1957 : Romance à Salzkammergut (de)
- 1958 : Les Diables verts de Monte Cassino
- 1959 : Mein Schatz, komm mit ans blaue Meer
- 1961 : Tout commença sur le Königsee (de)
- 1962 : Der verkaufte Großvater (de)
- 1962 : Les Copains et l'amour (de)
- 1964 : Lausbubengeschichten (de)
- 1965 : Die Pfingstorgel (TV)
- 1965 : Hélène l'hypocrite (Die fromme Helene)
- 1965 : Tante Frieda (de)
- 1966 : Onkel Filser – Allerneueste Lausbubengeschichten (de)
- 1967 : Fast ein Held (de)
- 1967 : Wenn Ludwig ins Manöver zieht (de)
- 1968 : Zur Hölle mit den Paukern (de)
- 1968 : Ces diables de collégiens (de)
- 1968 : Viens mon petit oiseau (de)
- 1969 : Les Cancres des premiers bancs
- 1969 : L'Oncle de Charley (de)
- 1969 : Pepe, la terreur des profs (de)
- 1969 : L'Orphelin à la voix d'or
- 1969 : Rire pour guérir
- 1969 : Hourra, l'école est en feu !
- 1970 : Les Cancres sont lâchés (de)
- 1970 : Les folles sont là (de)
- 1970 : Das kann doch unsren Willi nicht erschüttern (de)
- 1970 : Ciel de lit (de)
- 1971 : La Guigne l'emporte
- 1971 : L'Héritage de tante Gertrude
- 1971 : Heintje donne l'alerte (de)
- 1971 : Notre Willi est extraordinaire (de)
- 1971 : Les Fameuses tantes attaquent (de)
- 1971 : Rudi, benimm dich! (de)
- 1971 : Deux Marins à la dérive (de)
- 1972 : Tout se déchaîne au Wolfgangsee
- 1972 : Willi wird das Kind schon schaukeln (de)
- 1972 : Jeux d'amour chez les jeunes filles (de)
- 1972 : Les Plaisirs de la femme dressée (de)
- 1972 : Une conduite peu satisfaisante (de)
- 1972 : Le Hurlement des loups (de)
- 1972 : Un tourbillon autour de Trixie (de)
- 1972 : On m'appelle Providence
- 1972 : Le Grand Duel
- 1973 : Frau Wirtins tolle Töchterlein
- 1973 : Blau blüht der Enzian (de)
- 1973 : Crazy – total verrückt
- 1974 : Voyage en Forêt-Noire par chagrin d'amour (de)
- 1974 : Le Feu aux fesses (de)
- 1974 : Wenn Mädchen zum Manöver blasen (de)
- 1974 : Deux au septième ciel (de)
- 1974 : Au Tyrol, l'amour est roi (de)
- 1975 : Trinita, une cloche et une guitare (de)
- 1975 : Y'en a plein les bottes (de)